# El caballero de la cadena de oro
El caballero de la cadena de oro es un cuadro del pintor italiano Tintoretto realizado en óleo sobre lienzo. Mide 103 cm de alto por 76 cm de ancho. Pintado hacia el año 1560, se considera como uno de los retratos más destacados de Tintoretto y el mejor retrato de su autor de los que se conservan en el Museo del Prado, en Madrid, España. Probablemente fue una de las pinturas que Diego Velázquez compró en Venecia durante su segunda visita a Italia.
El retratado aparece de manera desacostumbrada cortado por encima de las rodillas y aislado ante un fondo de color tórtola, como queriendo captar la lenta torsión de la figura siguiendo un repentino giro de la cabeza hacia el espectador, al cual dirige el personaje su mirada decidida y directa.